# Иоанн Печерский
Иоа́нн Пече́рский (ум. после 1097, вероятно, ранее 1108) — игумен Киево-Печерского монастыря. Согласно мнению ряда историков, является автором реконструируемого «Начального свода» 1090-х годов, русской летописи, составившей основу «Повести временных лет» и Новгородской первой летописи. Несколько раз упоминается в Киево-Печерском патерике и в «Повести временных лет». Канонизирован Русской православной церковью в 1970-х годах в лике преподобных.

## Жизнеописание
Иоанн упоминается в «Повести временных лет» под 1074 годом — в рассказе о подвижниках Киево-Печерского монастыря, когда принимал участие в погребении преподобного Исакия. То же известие содержит Киево-Печерский патерик. Ко времени игуменства Никона (1078—1088) относится известие Киево-Печерского патерика, в котором Иоанн назван одним из печерских монахов — «преподобных отцов… богоносцев», изгнавшим беса из затворника Никиты (будущего епископа Новгородского).
Иоанн стал игуменом монастыря, предположительно, в 1088—1089 годах, после смерти Никона. В «Повести временных лет» под 1089 годом, «игуменьство держащю Иоанну», сообщается, что духовенство во главе с митрополитом Киевским Иоанном II освятило Успенский собор в Киево-Печерском монастыря.
Согласно Киево-Печерскому патерику, это произошло «в первое лето игуменьства Иванова». Долго не могли полуачлось найти мастера для изготовления каменной «трапезы» (престола), и «игумен в велице печали бысть». Спустя несколько дней у алтарной преграды собора насельники монастыря обнаружили «дъску камену положену и столпцы на строение трапезе».
В 1091 году при участии Иоанна состоялись обретение мощей преподобного Феодосия Печерского и их перенос в Успенский собор. «Игумен и черноризцы, свет створше, реша: „Не добро есть лежати отцю нашему Феодосьеви кроме манастыря и церкви своея“». За три дня до праздника Успения Пресвятой Богородицы игумен дал повеление «рушити, кде лежать мощи». Он пришёл к автору летописного известия, записавшему это событие, вместе они отправились к пещере, в которой был погребен Феодосий. Там тайно от большинства братии, вместе с двумя другими иноками, они приступили к раскопкам. Мощи были обретены ими нетленными, и игумен и несколько иноков вынесли мощи из пещеры. 14 августа мощи были перенесены в Успенский собор. В перенесении участвовали епископы, игумены, монахи, белое духовенство и миряне. Традиционно автором данного летописного известия называют преподобного Нестора Печерского. По мнению Ю. А. Артамонова, это был неизвестный составитель «Начального свода».
К 1089—1094 годам относятся события, о которых повествуется в «Слове о блаженем Агапите лечци», читающемся в составе Киево-Печерского патерика. Черниговский князь Владимир Мономах прислал к Иоанну человека с просьбой отправить к князю, который тяжело болел, известного лекаря монаха преподобного Агапита, врача безмездного. Игумен велел Агапиту следовать в Чернигов, но тот не хотел покидать монастырь, поскольку давал об этом обет. «Принужден же быв игуменом», Агапит отправил князю «зелие от своея яди», которым тот исцелился. Владимир приехал в монастырь, но не смог найти Агапита, избегавшего славы и скрывшегося. Князь отдал предназначенные для Агапита дары Иоанну. Врач-армянин, котрому не удалось вылечить князя, после смерти Агапита пришёл в монастырь к Иоанну, отошёл от «арменской веры» и принял монашеский постриг.
«Слово о Прохоре черноризци, еже зовется лобедник» в составе Киево-Печерского патерика повествует о вражде киевского князя Святополка Изяславича к Иоанну и об их примирении. Иоанн обличал князя «несытство деля богатства и насилиа ради». Святополк «много насилие сотвори: домы силных искорени без вины, имениа многых отъем, егоже ради Господь попусти поганым силу имети на нем, и быша брани мнози от половец» — в 1096 году Киево-Печерский монастырь был разорён половцами, возглавляемыми ханом Боняком. Иоанн был сослан князем Святополком в Туров, где Святополк ранее княжил, и заточён там. Однако через некоторое время князь с почестями вернул игумена в монастырь, опасаясь ссоры с Владимиром Мономахом. Заточение Иоанна в Турове, предположительно, относится ко времени после 1097 года, когда установилось соправление Святополка и Владимира Мономаха. Окончательно Святополк помирился с Киево-печерской братией во главе с Иоанном после чуда, совершенного преподобным Прохором Лебедником, который был пострижеником Иоанна. В 1099 году по причине междоусобиц на Руси был остро не хватало хлеба и соли. Прохор раздавал нуждающимся пепел, который чудесным образом становился солью. Святополк, желая торговать дефицитным товаром, приказал забрать у Прохора соль, но после этого она вновь стала пеплом. Прохор посоветовал киевлянам собрать пепел, который снова обратился в соль. Увидев это чудо, Святополк «постыдеся о сотворенем и, шед в монастырь ко игумену Ивану, покаася к нему… велику любовь нача имети ко Святей Богородици и ко святыма отцема Антониа и Феодосиа».
Неизвестно, до какого времени Иоанн был настоятелем монастыря. В 1108 году игуменом в летописи называн Феоктиста. Место погребения Иоанна неизвестно.

## Автор «Начального свода»
По предположению историка М. Д. Присёлкова, игумен Иоанн был составителем «Начального свода», реконструированного филологом А. А. Шахматовым. Присёлков ссылался на предполагаемые предисловие к «Начальному своду» и его последнюю статью, где князья обвиняются в несправедливости и алчности, похожая на упреки князя Святополка Изяславича, которые Киево-Печерский патерик приписывает Иоанну. Присёлков писал, что если в предыдущем «своде игумена Никона», гипотетическом летописный свод 1073 года, составитель критиковал князей за междоусобные войны, которые мешали борьбе с кочевниками, то «в своде Ивана упрек идет по линии социальной политики князей, которые, забыв практику старых князей окупать содержание дружины за счет покорения иных „стран“, перекладывают этот расход на плечи „людей“ Русской земли, разоряя население придуманными, неправыми вирами и продажами». Опала Иоанна со стороны Святополка напрямую связывается историком с составлением игуменом нового летописного свода.
Шахматов предполагал связь «Начального свода» с Киево-Печерским монастырём, но писал, что «книжная традиция не сохранила нам имени составителя». Шахматов и его последователь Присёлков относили к авторству Иоанна вставки в летопись 1073 года, относящиеся к начальной истории Киево-Печерского монастыря, в которых осуждается ослабление подвижничества при игумене Никоне. Участие Иоанна в составлении «Начального свода» допускал историк А. Н. Насонов.
По гипотезе Шахматова, первая русская летопись, названная им «Древнейшим сводом», была составлена при Киевской митрополичьей кафедре в 1039 году. В 1070-х годах «Древнейший свод» был продолжен и дополнен монахом Никоном, одним из основателей Киево-Печерского монастыря. Летописный свод Никона, который был дополнен известиями до 1093 года включительно, лёг в основу «Начального свода». Летописный свод Никона, дополненный известиями до 1093 года включительно, лёг в основу «Начального свода», составленного, по предположению Шахматова, в 1093—1095 годах. «Начальный свод» был составлен под влиянием половецкого нашествия 1093 года и в условиях расхождения Киево-Печерского монастыря и князя Святополка Изяславича, поэтому для свод характеризовался публицистической направленностью, наиболее ярко выраженной в его вводной части, где современным летописцу князьям, разорившим Русскую землю поборами, противопоставлены «древние князи и мужи их», которые «не собираху многа имения», проявляли заботу о собственной земле, ставили в подчинение окрестные страны и были щедрыми к дружине. Нынешние князья пренебрегали «старшей дружиной», «любили смысл юных». Предполагается, что эти идеи были переданы летописцу Яном Вышатичем, выражавшим интересы старшей дружины. Содержался также призыв прекратить междоусобицы и объединиться против половецкой угрозы.
Гипотеза Шахматова о «Начальном своде» в основных своих чертах была поддержана многими его последователями — М. Д. Присёлковым, Л. В. Черепниным, А. Н. Насоновым, Д. С. Лихачёвым, Я. С. Лурье, О. В. Твороговым и др.
Филолог А. А. Гиппиус считает наиболее обоснованным звеном построения Шахматова реконструкцию в качестве прямого предшественника «Повести временных лет» киевского «Начального свода» 1090-х годов, который отразился в древнейшей (до 1015) части Новгородской первой летописи младшего извода. Более ранние стадии истории текста «Повести временных лет», по его мнению, восстанавливаются лишь гипотетически.
Ряд исследователей отвергали гипотезу «Начального свода»: литературоведы В. М. Истрин (1921), Н. К. Никольский (1930), искусствовед С. А. Бугославский (1941), историки М. X. Алешковский (1967), Т. Л. Вилкул (2003).

## Почитание
Как «преподобный Иоанн игумен» упоминается в числе «града Киева святых» в «Описании о российских святых», памятника, известного в списках XVIII—XIX веков. В качестве неканонизированного подвижника приводится в справочниках по агиографии Н. П. Барсукова, архимандрита Леонида (Кавелина) и архиепископа Сергия (Спасского). Этими агиографами в качестве места погребения игумена ошибочно были указаны киевские пещеры. Архиепископ Сергий (Спасский) использовал святцы киевского Софийского собора. Канонизацией игумена Иоанна принято считать факт включения его имени в Собор всех святых, в земле Российской просиявших, который был составлен в середине 1970-х годов в процессе к изданию богослужебных Миней.  Память совершается во вторую Неделю Великого поста — в Соборе всех Киево-Печерских преподобных отцов.